# West Thurlow Island
West Thurlow Island ist eine Insel zwischen dem Festland der kanadischen Provinz British Columbia und Vancouver Island. Sie gehört zum Strathcona Regional District und wird der Inselgruppe Discovery Islands zugerechnet. Die Insel liegt westlich von East Thurlow Island sowie südöstlich von Hardwicke Island und wird noch dem Great Bear Rainforest zugerechnet.
| Chancellor Channel → Hardwicke Island | Cordero Channel → Loughborough Inlet/Festland | Cordero Channel                     |
| Johnstone Strait                      | Kompassrose, die auf Nachbargemeinden zeigt   | Mayne Passage → East Thurlow Island |
| Johnstone Strait → Vancouver Island   | Johnstone Strait → Vancouver Island           | Nodales Channel → Sonora Island     |

## Geschichte
Die Insel liegt im traditionellen Jagd- und Siedlungsgebiet der Kwakwaka'wakw, einem Volk der First Nations.
Die Insel wurde von George Vancouver nach dem englischen Lordkanzler Edward Thurlow, 1. Baron Thurlow benannt. Erst nach ihrer Entdeckung wurde bemerkt, dass es sich dabei um zwei Inseln handelte. Die Meerenge zwischen den beiden Insel wurde ursprünglich Blind Channel genannt, da sie von George Vancouver bei seiner Expedition übersehen worden war. Jedoch war diese Meerenge auch für späteren Expeditionen wegen ihrer versteckten Lage nicht so einfach zu erkunden. Die Meerenge zwischen den zwei Inseln wurde später in Mayne Passage umbenannt.